# Episciros

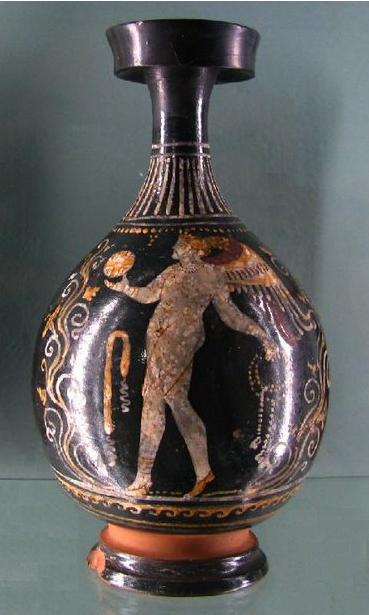
Una ampolla Lekythos amb una figura vermella sobre ceràmica d'Eros, que representa una figura que juga amb una pilota, del tercer quart del.

L'Episciros (en grec antic: ἐπίσκῡρος) va ser un joc de pilota de l'antiga Grècia. El joc, que fomentava el treball en equip, requeria dos equips normalment d'entre 12 i 14 jugadors cadascun, amb una pilota, i segons les regles es permetia l'ús de les mans. Tot i que era un joc de pilota, era violent, si més no a Esparta.
Els equips intentaven llançar la pilota per sobre del cap dels jugadors l'altre equip. Hi havia una línia blanca entre els equips anomenada skyros i una altra línia blanca darrere de cada equip. Els equips s'anaven passant la pilota fins que un membre de l'equip arribava a la línia marcada. A Esparta es va jugar una versió d'aquest joc durant un festival anual de la ciutat que incloïa cinc equips de 14 jugadors. Al principi jugaven només homes, però també el van practicar dones.
El joc de l'episciros (o bé un joc similar anomenat φαινίνδα - faininda, probablement 'joc enganyós', del verb φενακίζω 'enganyar, mentir') més tard va ser adoptat pels romans, que el van reanomenar i transformar en l'harpastum, la llatinització del grec ἁρπαστόν (harpaston) 'portat', del verb ἁρπάζω (harpazo), 'apoderar-se, arrabassar'.
Una representació en baix relleu del ventre del gerro que es mostra al Museu Arqueològic Nacional d'Atenes mostra un atleta grec mantenint l'equilibri amb la pilota a la cuixa. Aquesta imatge es reprodueix en el trofeu de la Copa Europea de futbol, en tant que considerat un precedent del futbol modern. Hi ha altres esports practicats a l'antiga Grècia amb una pilota, a més de la faininda, com ara l'aporraxis (ἀπόῤῥαξις, un joc de pilota de rebots), l'urània (οὐρανία, 'llançar pilotes altes') i potser l'esferomàquia (σφαιρομαχία, 'batalla de la pilota', derivat de σφαῖρα 'pilota', 'esfera' i μάχη 'batalla'), tot i que s'ha argumentat que l'esferomàquia és, de fet, una competició de boxa (les esferes serien un tipus de guants).
Juli Pòl·lux inclou la faininda i l'harpastum a la llista de jocs de pilota:
| «                            | La Phaininda pren el seu nom de Fènides, que n'és el primer inventor, o bé de phenakizein ('enganyar'), perquè la pilota el té un home i després passa a un altre que la tira, contràriament al que s'esperava. És probable que aquest sigui el mateix joc que el de la pilota petita, que porta el nom de harpazein ('arrabassar') i potser es podria anomenar el joc amb la pilota tova amb el mateix nom. | » |
| — Julius Pollux, Onomasticon | |   |